# Angelo Lombardo
Angelo Lombardo (Salto, Uruguay, 16 de octubre de 1997) es un futbolista uruguayo. Juega de mediocampista y su equipo actual es el Club Atlético Peñarol de la Primera división de Uruguay.

## Trayectoria
Su primer club fue el Salto Nuevo de Salto, institución donde realizó las divisiones juveniles. Fue ascendido al plantel de primera en el año 2009 de la mano del técnico uruguayo Jorge "el cacho" Blanco. Debutó oficialmente el 12 de mayo de 2010 por el torneo local ante River Plate. Fue transferido a Club Atlético Peñarol en 2011, fue alternando entre reserva y la primera división. Luego fue transferido a Red Bull de Estados Unidos donde está jugando actualmente. 

## Clubes
| Club        | País           | Año           |
| ----------- | -------------- | ------------- |
| Salto Nuevo | Uruguay        | 2010 - 2011   |
| Peñarol     | Uruguay        | 2012          |
| Red Bull    | Estados Unidos | 2012-presente |

## Palmarés

### Campeonatos nacionales
| Título              | Club    | País    | Año     |
| ------------------- | ------- | ------- | ------- |
| Campeonato Uruguayo | Peñarol | Uruguay | 2009-10 |